# Benjamin Ndiaye
Benjamin Ndiaye (Joal-Fadiouth, Región de Thiès, Senegal, 28 de octubre de 1948) es un arzobispo católico, profesor, canonista, biblista y teólogo senegalés. Fue ordenado sacerdote en agosto de 1977.
Tras años de numerosos trabajo pastoral, en el mes de junio de 2001, el Papa Juan Pablo II le nombró Obispo de Kaolack.
Actualmente desde octubre de 2012 es el nuevo Presidente de la Conferencia Episcopal de Senegal, Mauritania, Cabo Verde y Guinea-Bissau. Y desde el día 22 de diciembre de 2014 es el nuevo Arzobispo Metropolitano de la capital senegalesa.

## Biografía

### Inicios, formación y sacerdocio
Nació un 28 de octubre del año 1948 en la localidad senegalesa de Joal-Fadiouth, que pertenece al Departamento de Mbour y a la Región de Thiès.
El mismo día de su nacimiento ya fue bautizado. 
Después de asistir a la escuela primaria ingresó en el Seminario Menor de Ngazobil, donde estuvo hasta 1967.
Luego continuó con sus estudios religiosos en el Seminario Mayor Libermann de Dakar, así como en el colegio "Cours Sainte-Marie de Hann" hasta completar el bachillerato. En 1970 comenzó a estudiar Filosofía y Teología en los seminarios más importantes de Sébikhotane y Ányama en Costa de Marfil.
Seguidamente en 1974 marchó hacia Suiza donde en 1977 se licenció en Teología por la Universidad de Friburgo.
En cuanto regresó a Senegal, el día 21 de agosto fue ordenado sacerdote para la arquidiócesis de Dakar, por el entonces cardenal-arzobispo metropolitano, Hyacinthe Thiandoum.
Después marchó hacia Israel para estudiar en la Escuela bíblica y arqueológica francesa de Jerusalén donde consiguió un diploma tras haber escritos dos libros de memorias.
En 1979 inició su ministerio sacerdotal ocupando diversos cargos de responsabilidad en diferentes parroquias y en el Seminario de Dakar.
En 1993 regresó a la ciudad de Friburgo (Suiza) para obtener una licenciatura en Sagrada Escritura.
Tras regresar a Senegal pasó a ser vicario parroquial y más tarde profesor de Sagrada Escritura en el Seminario Mayor Libermann de Dakar, en el cual estudió.
Luego se fue a Francia donde en 1996 obtuvo un doctorado en Derecho Canónico por el Instituto Católico de París.
Su tesis fue titulada "Jesús, primogénito de multitud de hermanos. Estudios de romanos 8, 28-30". 
A su vuelta comenzó a ocupar varios cargos parroquiales y desde el 2000 fue vicario general de la arquidiócesis de Dakar.

### Carrera episcopal
Ya el 15 de junio de 2001 ascendió al episcopado, cuando el Papa Juan Pablo II le nombró obispo de la diócesis de Kaolack, en sucesión de Théodore-Adrien Sarr quien pasó a ser Arzobispo Metropolitano de Dakar y elevado al rango de Cardenal.
Como lema escogió la frase escrita en francés "Puiser Aux Sources Vives du Salut", que en español significa "El poder de las Fuentes Vivas de Salvación".
Recibió la consagración episcopal el 24 de noviembre de ese mismo año, a manos de su predecesor actuando como consagrante principal.
Tuvo como co-consagrantes al entonces Obispo de Saint-Louis, Pierre Sagna y al entonces Obispo de Thiès, Jacques Sarr.
Al mismo tiempo, en 2005 pasó a ser Vicepresidente y desde octubre de 2012 Presidente de la Conferencia Episcopal de Senegal, Mauritania, Cabo Verde y Guinea-Bissau, en sustitución de Jean-Noël Diouf.
Cabe destacar que entre los días 5 y 19 de octubre de 2014 fue uno de los elegidos para participar en el Sínodo extraordinario de obispos sobre la familia que tuvo lugar en la Ciudad del Vaticano.
Seguidamente el 22 de diciembre de 2014 fue nombrado por el Papa Francisco como nuevo Arzobispo Metropolitano de Dakar, sucediendo de nuevo a Théodore-Adrien Sarr que presentó su renuncia al papa tras haber alcanzado el límite de edad establecido.
Tomó posesión oficial de esta nueva sede el día 21 de febrero de 2015, durante una especial eucaristía en la Catedral de Nuestra Señora de las Victorias de Dakar. 
El 29 de junio de ese año en la Basílica de San Pedro, recibió el palio arzobispal a manos del papa durante la celebración de la solemnidad conjunta de San Pedro y San Pablo.
De nuevo entre los día 4 y 25 de octubre, volvió a ser llamado por la Santa Sede para participar en la XIV Asamblea General Ordinaria del sínodo de obispos.